# Герб Димитровграда
Герб Димитровграда — один из официальных символов города Димитровград, Ульяновской области. Символика города известна с XVIII века, современный герб ведёт своё начало с 2002 года, нынешний герб утверждён 26 ноября 2014 года; внесён в Государственный геральдический регистр Российской Федерации под регистрационным номером 1014.

## Описание и символика
Официальное описание:
В лазоревом (синем, голубом) поле на чёрной земле три золотые сосны.

## Обоснование символики
Обоснование символики:
Герб по своему содержанию един и гармоничен. Все фигуры герба отражают исторические, географические и социально — экономические особенности города Димитровграда. История города неразрывно связана со строительством и действием винокуренного промышленного производства, которое долгое время являлось одним из крупнейших не только в Поволжье, но и в России.

Главными фигурами герба являются три сосны, символизирующие природные богатства, неразрывную связь города с окружающей природой и роль винокуренного производства, давшего развитие современному городу Димитровграду, возникшему в первой половине XVIII века как село Мелекесский завод. Лесные же ресурсы в окрестностях города стали разрабатываться еще в начале XVIII века, со времен появления первых винокуренных заводов. На торговой марке старейшего из них — Трехсосенского пивоваренного завода — были изображены три сосны.

Сосна, вечнозеленое дерево, означает бесконечную жизнь, неумирающий дух и бессмертие, символизирует жизненную силу, стойкость, непоколебимость, преодоление неблагоприятных обстоятельств. Густая крона сосны символизирует источник активной жизни, стремление к знаниям, совершенству.
Вместе с тем, символика трех сосен многозначна:

— сама по себе цифра три — число совершенное (троица, Тройственный союз) и означает сосредоточие целостности;

— применительно к структурному образованию города — это три территории, составляющие Димитровград, — собственно город; два поселка, Дачный и Торфболото; и комплекс Государственного научно — исследовательского института атомных реакторов;

— три сосны символически показывают и три района города: Центральный, Первомайский, Западный.

Золото — символ прочности, силы, великодушия, богатства и интеллекта.

Лазоревое поле герба аллегорически показывает географическое расположение города Димитровграда в Заволжье, в месте впадения р. Б. Черемшан в Черемшанский залив Куйбышевского водохранилища, и символизирует богатство и разнообразие окружающей город природы.

Лазурь в геральдике — символ величия, красоты, преданности.

Черный цвет оконечности (земли) дополняет символику герба и подчеркивает удобное географическое положение города на пересечении автомагистралей, связывающих крупные промышленные центры Поволжья, и означает благоразумие, мудрость, скромность, честность и вечность бытия.

## История создания
Современный герб Димитровграда утвержден Решением Совета депутатов города Димитровграда от 31 июля 2002 года № 28/333 "О гербе МО «город Димитровград»
Главными фигурами герба являются три сосны, символизирующие природные богатства и роль винокуренного производства, давшего развитие городу, возникшему в первой половине XVIII века как село Мелекесский завод. Лесные ресурсы в окрестностях города стали разрабатываться в начале XVIII века, со времени появления первых винокуренных заводов. На торговой марке старейшего из них — Трехсосенского пивоваренного завода — были изображены три сосны. Сосны являются символами трех районов города — Центрального, Первомайского, Западного. Лазоревое поле герба показывает расположение города Димитровграда в Заволжье, в месте впадения реки Большой Черемшан в Черемшанский залив Куйбышевского водохранилища.